# Scarites robustiventris
Espèce
Scarites robustiventris est une espèce fossile d'insectes coléoptères de la famille des Carabidae, sous-famille des Scaritinae et du genre Scarites.

## Classification
L'espèce Scarites robustiventris est décrite dans sa thèse de 1937 par le paléontologue français Nicolas Théobald (1903-1981),. 

### Holotype fossile
L'holotype fossile C43 de l'ère Cénozoïque, et de l'époque Oligocène (33,9 à 23,03 Ma). Il a été découverts dans la formation de Célas dans le Gard, et est conservé au Muséum d'histoire naturelle de Marseille dans les Bouches-du-Rhône.

### Étymologie
L'épithète spécifique robustiventris signifie en latin « estomac solide ».

### Publication originale
- [1937] Nicolas Théobald, « Les insectes fossiles des terrains oligocènes de France 473 p., 17 fig., 7 cartes,13 tables, 29 planches hors texte », Bulletin Mensuel de la Société des Sciences de Nancy et Mémoires de la Société des sciences de Nancy, Imprimerie G. Thomas,‎ 1937, p. 1-473 (ISSN 1155-1119 et 2263-6439, OCLC 786027547). .

## Description

### Caractères
La diagnose de Nicolas Théobald en 1937, : 

« L'Insecte n'est représenté que par le thorax et l'abdomen, vus de la face ventrale ; la tête, les ailes et les pattes manquent ; teinte brun grisâtre.
Prothorax fortement échancré à l'avant, angles antérieurs proéminents et arrondis ; bords latéraux droits, se rapprochant vers l'arrière ; angles postérieurs arrondis ; bord postérieur concave ; une ligne claire médiane va de l'avant à l'arrière du prothorax, elle correspond sans doute à une faible carène. Corselet séparé du thorax et de l'abdomen par un pédicule dépendant du mésothorax ; sur ce dernier on voit l'insertion des pattes II ; la largeur du pédicule mesure la moitié de la base du prothorax ; le mésothorax porte les branches III ; il est un peu plus long que large, légèrement évasé vers l'arrière, son profil se prolonge dans celui de l'abdomen, qui est gros et dont on voit six segments, le dernier portant les appendices génitaux. ».

### Dimensions
La longueur totale conservée est de 26,5 mm; le prothorax a une longueur de 3,5 mm et le mésothorax une longueur de 5,2 mm.

### Affinités
« La conformation particulière du mésothorax range l'Insecte dans la tribu des Scaritinae. Un seul genre actuel atteint une taille aussi considérable : le g. Scarites. Dans les autres, de taille inférieure à 15 mm, le prothorax est soit allongé (g. Clivinia Latr.) soit arrondi (g. Dyschirius Bon.). Le genre Broscus Panzer est aussi plus petit que notre échantillon. 
Le Scarites gigas Oliv. (=Sc. pyracmon Bon., =S. buparius Först.) a une teille de 28-33 mm., il est de teinte noire. Son prothorax est évasé vers l'avant ; mais les angles antérieurs sont plus aigus, les bords latéraux plus arrondis que dans Sc. robustiventris. ».

## Biologie
« Scarites gigas vit sur le littoral méditerranéen. Il creuse des terriers en entonnoir, où il s'embusque. Il se précipite sur des proies (cigales, hannetons) qui passent à sa portée et les emporte dans on terrier pour les dévorer. ».

## Galerie
- Quelques espèces vivantes du genre Scarites.
- Scarites buparius de Tunisie.
- Scarites cylindronotus.
- Scarites striatus.
- Scarites vicinus.